# اروین چارگف
اروین چارگَف (انگلیسی: Erwin Chargaff؛ ۱۱ اوت ۱۹۰۵ – ۲۰ ژوئن ۲۰۰۲) یک زیست شیمیدان، شیمی‌دان، و پدیدآور اصالتاً اتریشی - مجارستانی بود که در دوران نازی‌ها به ایالات متحده آمریکا مهاجرت کرد. یافته‌های وی در زمینهٔ ساختار دی‌ان‌ای نقش مهمی در شناخت ساختار سه‌بعدی دی‌ان‌ای داشت. وی نخستین فردی بود که فهمید در دی‌ان‌ای مقدار آدنین با تیمین و سیتوزین با گوانین برابر است.
وی همچنین برنده جوایزی همچون مدال پاستور(۱۹۴۹)، کمک هزینه گوگنهایم، نشان ملی علوم (۱۹۷۴) شده‌است.